# Chiara Varotari
Chiara Varotari (1584 - après 1660), née à Padoue en (Vénétie), est une femme peintre italienne de l'époque baroque, qui a été active au XVIIe siècle.

## Biographie
Fille de Dario Varotari, peintre et architecte, et sœur d'Alessandro lui aussi peintre, elle se forma à Padoue auprès de son père et suivit son frère lors de ses déplacements.
Chiara, surtout connue pour ses portraits de femmes, a peint l'aristocratie de Padoue et de Venise de la première moitié du XVIIe siècle et est à l'origine d'une école d'art à Venise (1625).
Un de ses autoportraits, ainsi que diverses œuvres lui étant attribuées, sont visibles au musée civique de Padoue.

## Œuvres
- Portrait de jeune femme de la maison Buzzacarini (1621).
- Autoportrait, Musée civique, Padoue.
- Portrait de femme (Pantasilea Dotto Capodilista ?).

## Sources
- (it) Cet article est partiellement ou en totalité issu de l’article de Wikipédia en italien intitulé « Chiara Varotari » (voir la liste des auteurs).